# Utsira
Utsira es un municipio y pueblo ubicado en el condado de Rogaland, en Noruega. Utsira fue separado de Torvastad el 1 de julio de 1924 y forma parte del distrito tradicional de Haugaland.
El municipio se localiza en una isla, en el mar del Norte, a 18 km al oeste de Haugesund, y es el municipio con la población más baja de Noruega, con 206 habitantes según el censo de 2015.